# 拉科西·久洛
拉科西·久洛（匈牙利語：Rákosi Gyula，1938年10月9日—），匈牙利男子足球运动员，司职中场。他曾代表匈牙利国家队参加1960年夏季奥林匹克运动会足球比赛，获得一枚铜牌。